# Stazione meteorologica di Capri
La stazione meteorologica di Capri è la stazione meteorologica di riferimento relativa a Capri. 

## Coordinate geografiche
La stazione meteo si trova nell'Italia meridionale, sull'Isola di Capri, nel comune di Capri, a 269 metri s.l.m. e alle coordinate geografiche 40°36′N 14°18′E.

## Dati climatologici
In base alla media trentennale di riferimento (1961-1990) per l'Organizzazione Mondiale della Meteorologia, la temperatura media dei mesi più freddi, gennaio e febbraio, si attesta a +10,0 °C; quella del mese più caldo, agosto, è di +24,8 °C.
Le precipitazioni medie annue si attestano attorno ai 600 mm, con un minimo tra la tarda primavera e l'estate ed un picco in autunno.
La stazione, situata in località Semaforo, non è più attiva, e le osservazioni successive al 1985 sono da riportare a quella situata in Damecuta
| Capri               | Mesi | Mesi | Mesi | Mesi | Mesi | Mesi | Mesi | Mesi | Mesi | Mesi | Mesi  | Mesi | Stagioni | Stagioni | Stagioni | Stagioni | Anno  |
| Capri               | Gen  | Feb  | Mar  | Apr  | Mag  | Giu  | Lug  | Ago  | Set  | Ott  | Nov   | Dic  | Inv      | Pri      | Est      | Aut      | Anno  |
| ------------------- | ---- | ---- | ---- | ---- | ---- | ---- | ---- | ---- | ---- | ---- | ----- | ---- | -------- | -------- | -------- | -------- | ----- |
| T. max. media (°C)  | 12,6 | 12,8 | 14,6 | 17,6 | 21,9 | 25,9 | 28,9 | 29,2 | 26,4 | 21,7 | 17,2  | 13,8 | 13,1     | 18,0     | 28,0     | 21,8     | 20,2  |
| T. min. media (°C)  | 7,4  | 7,1  | 8,1  | 10,2 | 13,8 | 17,4 | 19,9 | 20,3 | 18,3 | 14,7 | 11,5  | 8,7  | 7,7      | 10,7     | 19,2     | 14,8     | 13,1  |
| Precipitazioni (mm) | 69,0 | 57,0 | 57,0 | 39,0 | 34,0 | 16,0 | 24,0 | 38,0 | 48,0 | 70,0 | 102,0 | 87,0 | 213,0    | 130,0    | 78,0     | 220,0    | 641,0 |